# Åke Almén
Åke Gunnar Almén, född 17 januari 1917 i Göteborg, död 1 december 1990 i S:t Görans församling, Stockholm, var en svensk arkitekt.
Almén, som var son till folkskollärare Victor Almén och Lilia Pettersson, avlade studentexamen 1936 och utexaminerades från Chalmers tekniska högskola 1946. Han anställdes på AB Borohus arkitektkontor i Stockholm 1946 och var verksam på HSB:s arkitektkontor från 1959.